# Снитко, Евгений Николаевич
Евгений Николаевич Снитко (7 августа 1938 — 13 июля 2015) — советский футболист, выступавший на позиции нападающего.

## Биография
Воспитанник киевской ДЮСШ-1. На взрослом уровне дебютировал в 1958 году, выступая за винницкий «Локомотив» в первой лиге, и в свой первый сезон сыграл 24 матча и забил 3 гола. В 1959 году Снитко стал игроком киевского «Динамо». В «Динамо» футболист выступал в основном за дублирующий состав, а за основную команду сыграл лишь один матч в рамках Кубка СССР. После ухода из «Динамо» два года отыграл в первой лиге за ровненский «Колхозник». В 1963 году перешёл в московский ЦСКА. В составе «армейцев» сыграл 7 матчей в высшей лиге и забил 3 гола: два в ворота «Пахтакора» и один в ворота ленинградского «Динамо». В 1964 году Снитко вернулся в Украинскую ССР и отыграл один год за одесский СКА, а затем перешёл в винницкий «Локомотив», где выступал вплоть до окончания игровой карьеры.
После завершения карьеры работал тренером в академии киевского «Динамо». Скончался 13 июля 2015 года, на 77-м году жизни.